# Lista över isotoper
Detta är en lista över isotoper till grundämnen ordnade efter perioder.
Det finns även en nuklidkarta som utgör en tvådimensionell grafisk layout över nukliderna.
Listorna är uppdelade på undersidor efter (atomnummerintervall inom parentes):
- Period 1 (0–2)
- Period 2 (3–10)
- Period 3 (11–18)
- Period 4 (19–36)
- Period 5 (37–54)
- Period 6 (55–86)
- Period 7 (87–118)
- Period 8 (119–) (förutsagda egenskaper)